# .vc
Pour les articles homonymes, voir VC.
.vc est le domaine de premier niveau national (country code top level domain : ccTLD) réservé à Saint-Vincent-et-les-Grenadines. Le domaine a été introduit en 1991.